# The Sunny Side Of The Moon:The Best Of Richard Cheese
The Sunny Side Of The Moon: The Best Of Richard Cheese es el quinto álbum del hilarante crooner Richard Cheese, editado el 7 de febrero de 2006.Este álbum está compuesto por canciones ya realizadas en discos anteriores de Richard Cheese, pero algunas han sido grabadas nuevamente. El nombre del disco, y el arte de tapa, son una parodia al álbum The Dark Side Of The Moon, de Pink Floyd.

## Lista de canciones
1. "Rape Me" (Nirvana) (2006) (Versión con orquesta)  – 1:55
2. "People=Shit" (Slipknot)  – 2:03
3. "Baby Got Back" (Sir Mix-a-Lot)  – 2:46
4. "Girls, Girls, Girls" (Mötley Crüe)  – 2:00
5. "Closer" (Nine Inch Nails) (2006) (Versión con orquesta)  – 2:20
6. "Bust a Move" (Young MC) (2006) (Regrabado)  – 1:56
7. "Down With the Sickness" (Disturbed)  – 2:10
8. "Sunday Bloody Sunday" (U2)  – 1:37
9. "Freak on a Leash" (Korn) (2006) (Regrabado)  – 1:27
10. "Nookie" (Limp Bizkit) (2006) (Versión con orquesta)  – 1:46
11. "Another Brick in the Wall" (Pink Floyd) (2006) (Regrabado)  – 2:13
12. "Rock the Casbah" (The Clash) – 1:22
13. "(You Gotta) Fight for Your Right (To Party)" (Beastie Boys) (2006) (Versión con orquesta)  – 2:06
14. "Hot for Teacher" (Van Halen)  – 2:38
15. "Gin and Juice" (Snoop Doggy Dogg)  – 2:24
16. "Come Out and Play" (The Offspring) (2006) (Versión con orquesta)  – 2:40
17. "Badd" (Ying Yang Twins) (2006) (Regrabado)  – 3:15
18. "Creep" (Radiohead) (2006) (Versión con orquesta) – 2:33

- Datos: Q3989545